# Homalothecium laevisetum
Homalothecium laevisetum är en bladmossart som beskrevs av Sande Lacoste 1866. Homalothecium laevisetum ingår i släktet lockmossor, och familjen Brachytheciaceae. Inga underarter finns listade i Catalogue of Life.